# Nitocris
Nitocris (greacă: Νίτωκρις) este considerată a fi ultimul suveran al dinastiei a VI-a, o femeie despre care avem informații din surse grecești și mai puțin din cele egiptene antice. Sfârșitul Regatului Vechi ridică multe probleme, în special prin identificarea faraonilor care au domnit. Multă vreme Manethon, Fr. 20 afirma: „…cea mai nobilă și adorabilă femeie a vremii sale,…cea care a construit a 3-a piramidă, a domnit 12 ani“. O atare constatare s-a datorat unei confuzii între aspectele sonore a două nume de faraoni: Men-ka-Re, un personaj obscur care ar fi domnit imediat după sfârșitul Regatului Vechi, și Menkaure, cel care a ridicat într-adevăr a 3-a piramidă de pe platoul de la Gizeh. În Lista regală de la Abydos cei doi apar la poziții diferite, primul la Nr. 24, iar cel de-al doilea la Nr. 41. Vom reveni asupra acestor probleme, după ce vom prezenta tradiția relatată de către Herodot: „Preoții mi-au înșirat din cărțile lor numele a 330 de regi, urmașii lui Min. În atâtea generații, au fost 18 bărbați etiopieni și o singură femeie băștinașă, toți ceilalți au fost bărbați egipteni. Numele acestei femei care a domnit era Nitokris…“. În continuare se afirmă despre regină că și-a răzbunat fratele ucis, convocând inamicii într-o sală de ospăț, unde apoi i-a înecat prin intermediul unui canal care comunica cu încăperea în cauză. După fapta ei, Nitokris apoi s-a sinucis (Herodot, II. 100).
Pe lângă faptul că presupusa Nitokris n-a fost singura femeie-faraon(v. spre ex. Hatshepsut), se pare că tradiția greacă n-a luat în considerare Lista regală de la Abydos. Nu este mai puțin adevărat că acea listă prezintă numele de domnie ale faraonilor.
Prima sursă în care apare numele personajului în discuție, sub varianta fonetică Nt-iqrti (citește: net-iqerti) este Canonul Regal din Torino, iar numele era cu siguranță unul de naștere. Încă pe la sfârșitul secolului al XIX-lea s-a propus ca Nitokris să fie identificată cu unul dintre faraonii: Netjerkare sau Menkare, în Lista regală de la Abydos sub Nr. 40 și 41. După o analiză microscopică a fragmentelor din Canonul Regal din Torino și rearanjarea acestora, danezul Kim Ryholt a reușit să stabilească cu certitudine următoarele fapte: Nitokris(= Net-iqerti) este un nume de naștere, faraonul în discuție este un bărbat „with the prenomen Netjerkare and the nomen Siptah“. Spre meritul lui, Ryholt prezintă și observațiile egiptologului american J.P. Allen referitoare la articolul său; acestea sunt importante și le vom prezenta în cele ce urmează. J. P. Allen a recunoscut faptul că, ceea ce a propus Ryholt, adică „identificarea lui Net-iqerti sa-Ptah din Canonul Regal din Torino cu Netjer-ka-Re din Lista regală de la Abydos este inevitabilă“. Allen a refuzat faptul că Net-iqerti este o „variantă“ greșită a numelui Netjeri-ka-Re, subliniind faptul că din punct de vedere fonologic cele două nume nu sunt similare. Allen a sugerat faptul că o parte a numelui de naștere s-ar putea citi și iqerti-net, adică „Cel al șarpelui-iqeret al(zeiței) Neith)“. Sibliniem faptul că formele numelor de naștere și de domnie al faraonului, care a domnit imediat după Merenre Nemtiemsaf II, au fost preluate de la J. P. Allen. Prin urmare, prezența la sfârșitul dinastiei a VI-a a unei femei la tronul Egiptului este o ficțiune, care a fost reflectată și în litaratură. Astfel: Lord Dunsay(1878-1957), un dramaturg, poet și eseist irlandez, a prezentat relatarea lui Herodot în a sa „The Queen’s Enemies“, iar Ten-nessee Williams(1914-1983), marele dramaturg american, a publicat în 1928 o povestioară scurtă cu același  subiect, intitulată: „The Vengeance of Nitokris“.